# Lasse Heje Pedersen
Lasse Heje Pedersen (født 3. oktober 1972) er en dansk økonom. Han er professor i finansiering ved Copenhagen Business School (CBS) og partner i investeringsfirmaet AQR Capital.

## Karriere
Heje Pedersen er student fra den private Marie Kruses Skole i Farum og læste derefter matematik-økonomi ved Københavns Universitet, hvorfra han blev cand.scient.oecon. i 1997. Derefter tog han til USA og fik en Ph.D.-grad fra Stanford University (Graduate School of Business) i 2001. Samme år blev han ansat som adjunkt ved New York University Stern School of Business. 2005 blev han lektor sammesteds og 2009-14 var han professor i finansiering ved NYU. Fra 2011 har han været tilknyttet CBS' Center for Financial Frictions. Han er fortsat tilknyttet NYU som Distinguished Visiting Research Professor.

## Forskning
Heje Pedersens forskning omhandler prisudviklingen for aktier, obligationer og andre aktiver. Især har han forsket i likviditetsrisiko, dvs. risikoen for, at transaktionsomkostningerne kan stige, eller at det kan blive svært at låne mod et givet aktiv. Han har undersøgt, hvordan likviditetskriser kan opstå, og hvilke andre fænomener der kan drive aktivpriserne på tværs af forskellige markeder, f.eks. for aktier, obligationer, valuta og råvarer.
Ifølge Heje Pedersen var det nogle møder med Nobelpristageren i økonomi Myron Scholes i 1997 og 1998, der førte ham ind på de forskningsområder, der skulle blive hans hovedarbejdsområde:"Det gik op for mig, at likviditetsrisiko er en meget central del af finansielle markeder, men samtidig en risiko, som blev ignoreret af mange af de mest toneangivende forskningsartikler og lærebøger. Jeg ændrede fuldstændig min forskning og kastede alt ind på at bidrage til forståelsen af, hvordan likviditetskriser opstår, hvordan markedspriserne reagerer og de økonomiske konsekvenser."

## Æresbevisninger
I 2011 vandt Lasse Heje Pedersen den spansk-finansierede Germán Bernácer-pris på 30.000 euro, der uddeles årligt i Madrid til en europæisk økonom under 40 år, der har leveret vigtige forskningsbidrag indenfor makroøkonomi eller finansiering. Prisen til Heje Pedersen blev givet "for hans originale forskningsbidrag til, hvordan samspillet mellem markedslikviditetsrisiko og finansieringslikviditetsrisiko kan skabe likviditetsspiraler og systemiske finanskriser".
I 2015 var han en af årets fem modtagere af Uddannelses- og Forskningsministeriets EliteForsk-pris.